# MEMS
MEMS er en forkortelse for Micro Electro-Mechanical Systems eller på dansk Mikro Elektro-Mekaniske Systemer. Som navnet antyder er der tale om systemer med både en mekanisk og elektrisk funktion, og systemets dimensioner måles i mikrometer. Når der yderligere inkluderes optiske egenskaber taler man om MOEMS.
MEMS systemer kan ses som en udvidelse af almindelig mikroelektronik, der sidder i stort set alle moderne elektriske apparater. De elektriske kredsløb kendt fra mikroelektronik kombineres med mekaniske elementer som bjælker (eng. cantilevers), mikroskopiske tandhjul, spidser der virker som kanyler mm. Derkan desuden tilføjes optisk påvirkning eller aflæsning, typisk med lasere, der guides rundt i systemet i mikroskopiske bølgeledere efter samme princip som lysledere. Endelig kan man integrere mikroskopiske væskekanaler til håndtering af væsker (mikrofluid systemer), som f.eks. blod eller kemiske reagenser.
Et eksempel på en simpel (og allerede kommercialiseret) MEMS sensor er en airbag sensor til en bil. Denne sensor skal overvåge bilens acceleration og give et signal når airbag'en skal affyres. Den kan fremstilles ved anvendelse af silicium teknologi. Sensoren kan bestå af en mikrometertynd bjælke med en lille prøvemasse på enden af bjælken. Når bilen accelererer bøjes bjælken, og dette registreres elektrisk ved hjælp af nogle små piezo-modstande, der er indlejret i bjælken. Piezo-modstande har den egenskab at de ændrer modstand når de strækkes.
MEMS tillægges et stort potentiale, især inden for de såkaldte Lab-on-a-Chip systemer (også kendt som Micro Total Analysis Systems), hvor målet er at miniaturisere en kemisk analyse på en mikrochip. Dette har den store fordel at der skal bruges langt mindre mængder prøvemateriale til analysen, at analysen kan udføres langt hurtigere, og at analysen kan udføres hos den praktiserende læge på en brug-og-smid-væk chip, uden ventetid.

## Virksomheder og institutter i Danmark der arbejder med MEMS
- Alight Technologies – design og fremstilling af laser strukturer
- Capres – mikroskopiske 4-punkts prober til måling af overflademodstand
- Danfoss – tryksensorer, mikrofluid systemer
- Force Technology (tidligere Delta) – udvikling og test af MEMS systemer på bestilling
- Scandinavian Micro Biodevices – Udvikling og produktion af mikrofluid systemer i polymer materialer
- Grundfos – tryksensor til fjernvarmepumper (er sat i produktion)
- Hymite – packaging til MEMS produkter
- Ibsen Photonics – fasemasker og gratings
- Institut for Mikro- og Nanoteknologi (MIC) ved DTU
- Sonion – mikrofoner
- Sophion Bioscience – automatisk patch clamping tilmåling af ionkanalers funktion